# درگیری ۲۰۲۲ قرقیزستان و تاجیکستان
درگیری‌های پراکندهٔ مرزی بین تاجیکستان و قرقیزستان در تاریخ ۲۷ ژانویه ۲۰۲۲ از سر گرفته شد. این درگیری‌ها به دنبال درگیری‌های بهار و تابستان ۲۰۲۱ رخ داده‌است.
در ۱۴ سپتامبر ۲۰۲۲، هنگامی که نیروهای تاجیک به ایستگاه‌های مرزی قرقیز یورش بردند درگیری‌ها شدت گرفت، و هر کشور آن یکی را مقصر می‌دانست. درگیری مرزی برای دو روز ادامه یافت و پس از آن دولت‌ها در شب ۱۶ سپتامبر ۲۰۲۲ به آتش‌بس توافق کردند. این آتش‌بس تا ۱۷ سپتامبر نگه داشته شد. در ۱۸ سپتامبر شکسته شد.

## زمینه

### زمینه تاریخی
سرزمین‌هایی که هم‌اکنون شامل قرقیزستان و تاجیکستان می‌شوند، پیش‌تر بخشی از خانات خوقند بودند که در سدهٔ ۱۹ میلادی توسط امپراتوری روسیه فتح شد. در دههٔ ۱۹۲۰، اتحاد جماهیر شوروی مرزها رو تحدید حدود کرد که باعث شد در منطقه، مناطق تخت محاصره در خاک کشوران دیگر باشد. هر دو کشور در سال ۱۹۹۱ هنگام انحلال شوروی مستقل شدند.

### درگیری‌های پیشین
یک درگیری مرزی در ۲۸ آوریل ۲۰۲۱ بین تاجیکستان و قرقیزستان آغاز شد. رویدادهایی که منجر به درگیری شد مورد اختلاف قرار دارند، اما طبق گزارش‌ها درگیری‌ها به دلیل یک درگیری آبی بین دو کشور آغاز شد. برخی منابع مدعی‌اند یک دلیل فوری برای درگیری نارضایتی جمعیت محلی از نصب کردن دوربین‌های مداربسته نظارتی در نزدیکی مرز قرقیزستان–تاجیکستان بود. دست‌کم ۵۵ نفر در رویدادها کشته شدند و بیش از ۴۰٬۰۰۰ شهروند آواره شدند.
در ۳ مه ۲۰۲۱، هر دو کشور سربازان را از مرز کنار کشیدند، و در ۱۸ مه ۲۰۲۱، مقامات رسمی هر دو کشور اعلام کردند که با کنترل‌های امنیتی مشترک در امتداد مرز مورد مناقشه موافقت کرده‌اند.
جدا از یک حادثهٔ کوچک در ۹ ژوئیه ۲۰۲۱، آتش‌بس تا ۲۰۲۲ دوام آورد.

## جدول زمانی

### درگیری‌های پراکنده
در ۲۷ ژانویه، درگیری‌های منجر به مرگ دو شهروند و زخمی شدن بسیاری دیگر شد. کمیته دولتی امنیت ملی تاجیکستان در یک بیانیه اعلام کرد ده‌تا از شهروندان زخمی شدند، که شش‌تا از آن‌ها نیروهای مسلح بودند و چهارتای دیگر شهروند. از یک سوی دیگر، وزارت بهداشت قرقیزستان اعلام کرد دست‌کم ۱۱ شهروند به دلیل صدمات نسبتاً جدی مورد درمان قرار گرفته‌اند. مقامات قرقیزستان اعلام کردند انسداد جادهٔ بین بادکند و روستای قرقیزی اسفنه توسط شهروندان تاجیک منجر به درگیری شد.
در ۱۰ مارس، یک حادثهٔ مسلحانه بین مرزبانان در مرز قرقیزستان–تاجیکستان، در ناحیهٔ تسکی، شهرستان بادکند، باعث کشته شدن یک مرزبان تاجیک شد. به دنبال این حادثه، مقامات استان بادکند در قرقیزستان و ولایت سغد در قرقیزستان مذاکره کردند.
به گفتهٔ منابع تاجیک، در ۳ ژوئن پس از اینکه سربازان قرقیز مرز را رد کردند و به واروخ در تاجیکستان نزدیک شدند، درگیری مرزی رخ داد. دو هفته بعد، در ۱۴ ژوئن، در یک درگیری با مرزبانان قرقیز، یک مرزبان تاجیک کشته شد و سه‌تای دیگر نیز زخمی شدند.

### تشدید
در ۱۴ سپتامبر، نگهبانان قرقیز که تاجیکستان را متهم به گرفتن مواضع در منطقه جداسازی‌شده کردند، یک مرزبان تاجیک را کشتند و ۲ نفر دیگر را زخمی کردند. جلوتر در همان روز، گزارش شد دو مرزبان کشته شدند و یازده‌تای دیگری نیز زخمی شدند، که پنج‌تای آن‌ها غیرنظامی بودند.
در ۱۶ سپتامبر، درگیری شدت گرفت. گزارش شد که از وسایل نقلیه مسلحانه استفاده شد و همچنین فرودگاه بادکند در شهر بادکند، قرقیزستان بمب‌باران شد. تاجیکستان، قرقیزستان را متهم به گلوله‌باران کردن یک ایستگاه مرزی و هفت روستای مرزی با سلاح‌های سنگین کرد. نیروهای تاجیک نیز به یک روستای مرزی قرقیز وارد شدند. دست‌کم ۳۱ تن آسیب‌دیده توسط قرقیزستان گزارش شد، در حالی که به گفتهٔ نیروهای تاجیک، در اسفره یک غیرنظامی کشته و ۳ نفر دیگر مجروح شدند. قرقیزستان سپس اعلام کرد ۲۴ نفر کشته شدند و ۸۷ نفر دیگر نیز زخمی شدند.
آتش‌بس‌های بسیاری توسط مقامات بلندمرتبه به دست آمده‌است، اما بارها شکسته شده‌اند. همچنین به‌طور ناگهانی، رهبران دو کشور نیز در همایش سازمان همکاری شانگهای در ازبکستان حضور داشتند. رهبران دو کشور با هم ملاقات کردند و دربارهٔ درگیری مذاکراتی انجام دادند. مجلس قرقیزستان یک نشست فوری به دلیل شرایط اعلام کرد. دست‌کم ۱۳۷٬۰۰۰ تن توسط قرقیزستان از منطقهٔ درگیری تخلیه شدند. تاجیکستان مدعی شد ۱۵ غیرنظامی توسط حملهٔ یک بیرقدار تی‌بی۲ قرقیزی به یک مسجد کشته شدند. قرقیزستان در منطقهٔ بادکند وضعیت بحرانی و اورژانسی اعلام کرد.

## واکنش‌های جهانی
- ناصر کنعانی، سخنگوی وزارت امور خارجه ایران خواستار یک قطعنامه شد و پیشنهاد کمک ایران در میانجیگری را داد.[۳۰]
- ولادیمیر پوتین رئیس‌جمهور روسیه در تماس تلفنی با رهبران قرقیزستان و تاجیکستان از آنها خواست تا به توافق صلح دست یابند.[۳۱] روسیه در هر دو کشور پایگاه نظامی دارد.[۳۲]
- آنتونیو گوترش، دبیرکل سازمان ملل متحد خواستار «گفتگو برای آتش‌بس پایدار» بین جنگجویان شد.[۳۳]